# Sjachoenja
Sjachoenja (Russisch: Шахунья) is een stad in de Russische oblast Nizjni Novgorod. De stad ligt aan de Nizjni Novgorod–Kirovspoorlijn op een afstand van 240 kilometer ten noordoosten van Nizjni Novgorod. De stad telde 21.724 inwoners bij de volkstelling van 2002. In 1989 waren dit er nog 22.337.
De stad werd opgericht als een nederzetting bij het spoorwegstation van Sjachoenja, dat werd geopend in 1927. In 1938 kreeg Sjachoenja de status van nederzetting met stedelijk karakter en in 1943 de status van stad.
Bestuurlijk centrum: Nizjni Novgorod

Arzamas · Balachna · Bogorodsk · Bor · Dzerzjinsk · Gorbatov · Gorodets · Knjaginino · Koelebaki · Kstovo · Loekojanov · Lyskovo · Navasjino · Oeren · Pavlovo · Perevoz · Pervomajsk · Sarov · Semjonov · Sergatsj · Sjachoenja · Tsjkalovsk · Vetloega · Volodarsk · Vorsma · Vyksa · Zavolzje